# Elecciones municipales de Andahuaylas de 1966
Las elecciones municipales de Andahuaylas de 1966 se llevaron a cabo el 13 de noviembre de 1966 para elegir al alcalde y al Concejo Provincial de Andahuaylas para el periodo 1967-1969. La elección se celebró simultáneamente con elecciones municipales en todo el país.

## Sistema electoral
La Municipalidad Provincial de Andahuaylas es el órgano administrativo y de gobierno de la provincia de Andahuaylas. Está compuesta por el alcalde y el Concejo Provincial.
La votación del alcalde y el concejo se realiza en base al sufragio universal alfabeto, que comprende a todos los ciudadanos nacionales mayores de veintiún años, empadronados y residentes en la provincia de Andahuaylas y en pleno goce de sus derechos políticos.
El Concejo Provincial de Andahuaylas está compuesto por 9 concejales elegidos por sufragio directo para un período de tres (3) años, en forma conjunta con la elección del alcalde (quien lo preside). La votación es por lista cerrada y bloqueada. Se asigna a cada lista los escaños según el método d'Hondt.

## Composición del Concejo Provincial de Andahuaylas
La siguiente tabla muestra la composición del Concejo Provincial de Andahuaylas antes de las elecciones.
| Partidos | Partidos                                                    | Concejales |
| -------- | ----------------------------------------------------------- | ---------- |
|          | Alianza Acción Popular - Democracia Cristiana               | 6          |
|          | Coalición Partido Aprista Peruano - Unión Nacional Odriísta | 3          |

## Partidos y candidatos
A continuación se muestra una lista de los principales partidos y alianzas electorales que participaron en las elecciones:
| Candidatura | Candidatura | Partidos y alianzas | Candidatos | Candidatos          | Ideología                                           | Resultado previo | Resultado previo | Ref. |
| Candidatura | Candidatura | Partidos y alianzas | Candidatos | Candidatos          | Ideología                                           | Votos (%)        | Con.             | Ref. |
| ----------- | ----------- | --- | ---------- | ------------------- | --------------------------------------------------- | ---------------- | ---------------- | ---- |
|             | AP–DC       | Lista - Alianza Acción Popular - Democracia Cristiana (AP–DC) – Acción Popular (AP) – Partido Demócrata Cristiano (DC)                          |            | Carlos Flores Pinto | Liberalismo Humanismo Democracia cristiana          | 60.12%           | 6                |      |
|             | APRA–UNO    | Lista - Coalición Partido Aprista Peruano - Unión Nacional Odriísta (APRA–UNO) – Partido Aprista Peruano (APRA) – Unión Nacional Odriísta (UNO) |            | Nicanor Nalvarte V  | Aprismo Conservadurismo social Populismo de derecha | 39.88%           | 3                |      |

## Resultados

### Sumario general
|                        |                                                                        |              |              |              |            |            |
| Partidos y coaliciones | Partidos y coaliciones                                                 | Voto popular | Voto popular | Voto popular | Concejales | Concejales |
| Partidos y coaliciones | Partidos y coaliciones                                                 | Votos        | %            | +/−          | Total      | +/−        |
|                        | Alianza Acción Popular - Democracia Cristiana (AP–DC)                  | 2,869        | 59.70        | –0.42        | 5          | –1         |
|                        | Coalición Partido Aprista Peruano - Unión Nacional Odriísta (APRA–UNO) | 1,937        | 40.30        | +0.42        | 4          | +1         |
|                        |                                                                        |              |              |              |            |            |
| Total                  | Total                                                                  | 4,806        |              |              | 9          | ±0         |
|                        |                                                                        |              |              |              |            |            |
| Votos válidos          | Votos válidos                                                          | 4,806        | 92.28        | –2.19        |            |            |
| Votos en blanco        | Votos en blanco                                                        | 207          | 3.97         | +1.86        |            |            |
| Votos nulos            | Votos nulos                                                            | 195          | 3.74         | +0.33        |            |            |
| Votos emitidos         | Votos emitidos                                                         | 5,208        | n/d          | n/a          |            |            |
| Abstenciones           | Abstenciones                                                           | n/d          | n/d          | n/a          |            |            |
| Votantes registrados   | Votantes registrados                                                   | n/d          |              |              |            |            |
|                        |                                                                        |              |              |              |            |            |
| Fuente:                |                                                                        |              |              |              |            |            |

## Elecciones municipales distritales

### Resultados por distrito
La siguiente tabla enumera el control de los distritos de la provincia de Andahuaylas. El cambio de mando de una organización política se resalta del color de ese partido.
| Distrito              | Alcalde(sa) titular                                           | Partido político                                              | Partido político                                              | Alcalde(sa) electo(a)        | Partido político    | Partido político         |
| --------------------- | ------------------------------------------------------------- | ------------------------------------------------------------- | ------------------------------------------------------------- | ---------------------------- | ------------------- | ------------------------ |
| Ancohuallo            | Creación del distrito (Ley N° 14909, 20 de febrero de 1964)   | Creación del distrito (Ley N° 14909, 20 de febrero de 1964)   | Creación del distrito (Ley N° 14909, 20 de febrero de 1964)   | Amador Venegas Palomino      |                     | Coalición APRA-UNO       |
| Andarapa              | Tulio Casafranca Hermoza                                      |                                                               | Alianza AP-DC                                                 | Eusebio Espinoza Ccoicca     |                     | Alianza AP-DC            |
| Chiara                | Ancelmo Rojas Pérez                                           |                                                               | Alianza AP-DC                                                 | Celestino Salazar Loa        |                     | Alianza AP-DC            |
| Chincheros            | Héctor del Pozo Galván                                        |                                                               | Alianza AP-DC                                                 | Julio Ambia Osnayo           |                     | Alianza AP-DC            |
| Cocharcas             | José Dapozzo Cevallos                                         |                                                               | Alianza AP-DC                                                 | Leonidas Tello Castro        |                     | Alianza AP-DC            |
| Huancarama            | Raúl Aguero Hurtado                                           |                                                               | Coalición APRA-UNO                                            | Victoria Hurtado de Peña     |                     | Alianza AP-DC            |
| Huancaray             | Elecciones anuladas                                           | Elecciones anuladas                                           | Elecciones anuladas                                           | Manuel Chirinos Bellido      |                     | Alianza AP-DC            |
| Kishuará              | Eberhard Duda Starke                                          |                                                               | Alianza AP-DC                                                 | Eberhard Duda Starke         |                     | Alianza AP-DC            |
| Ocobamba              | Marcial Reinaga Urquizo                                       |                                                               | Coalición APRA-UNO                                            | Luis Salazar Quintanilla     |                     | Alianza AP-DC            |
| Ongoy                 | América Otiniano de Pinto                                     |                                                               | Alianza AP-DC                                                 | Lucio Ñahuis Rua             |                     | Lista Independiente N° 5 |
| Pacobamba             | Trinidad Peña Pacheco                                         |                                                               | Alianza AP-DC                                                 | José Almanza Contreras       |                     | Alianza AP-DC            |
| Pacucha               | Sin información disponible                                    | Sin información disponible                                    | Sin información disponible                                    | José Altamirano Cordero      |                     | Alianza AP-DC            |
| Pampachiri            | Luis Calle Espinoza                                           |                                                               | Coalición APRA-UNO                                            | Alcíbiades Castillo Saldívar |                     | Coalición APRA-UNO       |
| Pomacocha             | Sin información disponible                                    | Sin información disponible                                    | Sin información disponible                                    | Fernando Chipana Gutiérrez   |                     | Alianza AP-DC            |
| San Antonio de Cachi  | Gumercindo Peceros Cáceres                                    |                                                               | Coalición APRA-UNO                                            | Mario Peñaloza Calmet        |                     | Alianza AP-DC            |
| San Jerónimo          | Leandro Ibáñez Reynaga                                        |                                                               | Alianza AP-DC                                                 | Leandro Ibáñez Reynaga       |                     | Alianza AP-DC            |
| Santa María de Chicmo | Creación del distrito (Ley N° 15258, 11 de diciembre de 1964) | Creación del distrito (Ley N° 15258, 11 de diciembre de 1964) | Creación del distrito (Ley N° 15258, 11 de diciembre de 1964) | Elecciones anuladas          | Elecciones anuladas | Elecciones anuladas      |
| Talavera              | Dalmiro Lerzundi Quintanilla                                  |                                                               | Alianza AP-DC                                                 | Marcial Campos Mantilla      |                     | Alianza AP-DC            |
| Tumay Huaraca         | Creación del distrito (Ley N° 15268, 29 de diciembre de 1964) | Creación del distrito (Ley N° 15268, 29 de diciembre de 1964) | Creación del distrito (Ley N° 15268, 29 de diciembre de 1964) | Rufino Taipe Ccaccya         |                     | Alianza AP-DC            |
| Turpo                 | Sergio Cárdenas Viguria                                       |                                                               | Alianza AP-DC                                                 | Hermenegildo Quin Paredes    |                     | Alianza AP-DC            |